# PERIOD 〜THE BEST SELECTION〜
PERIOD 〜THE BEST SELECTION〜（ピリオド ザ・ベスト・セレクション）は、LUNA SEAの2枚目のベスト・アルバム。2000年12月23日発売。

## 解説
LUNA SEAの“終幕”直前にリリースされたベスト・アルバム。これ以前に発売されていたベスト・アルバムは1993年 - 1996年のシングル曲のみを網羅した『SINGLES』のみであったが、本作は1998年以降のシングル曲や、インディーズ時代を含むオリジナルアルバム収録曲からも選曲されている。
既存曲はリマスタリングされ、さらにバンド初期の曲である「BELIEVE」「Dejavu」「PRECIOUS...」「WISH」の4曲はこのアルバム用に新たにレコーディングされたものが収録されている。リマスタリングエンジニアは小泉由香。

## 収録曲
※印はニュー・レコーディング。
| 全作詞・作曲・編曲: LUNA SEA。 |                   |          |            |      |
| #                              | タイトル          | 作詞     | 作曲・編曲 | 時間 |
| 1.                             | 「LOVE SONG」     | LUNA SEA | LUNA SEA   | 7:11 |
| 2.                             | 「STORM」         | LUNA SEA | LUNA SEA   | 5:08 |
| 3.                             | 「gravity」       | LUNA SEA | LUNA SEA   | 5:36 |
| 4.                             | 「TONIGHT」       | LUNA SEA | LUNA SEA   | 3:03 |
| 5.                             | 「END OF SORROW」 | LUNA SEA | LUNA SEA   | 4:20 |
| 6.                             | 「ROSIER」        | LUNA SEA | LUNA SEA   | 5:24 |
| 7.                             | 「TRUE BLUE」     | LUNA SEA | LUNA SEA   | 3:44 |
| 8.                             | 「SHINE」         | LUNA SEA | LUNA SEA   | 4:43 |
| 9.                             | 「I for You」     | LUNA SEA | LUNA SEA   | 5:31 |
| 10.                            | 「LOVELESS」      | LUNA SEA | LUNA SEA   | 5:36 |
| 11.                            | 「BELIEVE ※」     | LUNA SEA | LUNA SEA   | 4:07 |
| 12.                            | 「Déjàvu ※」      | LUNA SEA | LUNA SEA   | 4:36 |
| 13.                            | 「PRECIOUS... ※」 | LUNA SEA | LUNA SEA   | 4:23 |
| 14.                            | 「IN SILENCE」    | LUNA SEA | LUNA SEA   | 5:37 |
| 15.                            | 「WISH ※」        | LUNA SEA | LUNA SEA   | 5:52 |
| 合計時間:                      | 合計時間:         | 74:51    |            |      |

### 楽曲解説
1. LOVE SONG
14thシングル。アルバム初収録。
2. STORM
9thシングル。
3. gravity
12thシングル。
4. TONIGHT
13thシングル。
5. END OF SORROW
7thシングル。出だしの声はシングルバージョンのものだが、曲自体は『STYLE』に収録されているバージョンのものが使用されている。
6. ROSIER

3rdシングル。本作に収録されているのは、4thアルバム『MOTHER』に収録されているバージョンだが、ギターアンプのノイズが僅かに長い。
7. TRUE BLUE
4thシングル。
8. SHINE
10thシングル。
9. I for You
11thシングル。
10. LOVELESS
4thアルバム『MOTHER』収録曲。
11. BELIEVE
1stシングル。
12. Déjàvu
2ndアルバム『IMAGE』収録曲。
13. PRECIOUS...
1stアルバム『LUNA SEA』収録曲。
14. IN SILENCE
8thシングル。
15. WISH
2ndアルバム『IMAGE』収録曲。以降のベストアルバムも本作のバージョンで統一されている。